# ISO 3166-2:DJ
ISO 3166-2:DJ és el subconjunt per a Djibouti de l'estàndard ISO 3166-2, publicat per l'Organització Internacional per Estandardització (ISO) que defineix els codis de les principals subdivisions administratives.
Actualment per a Djibouti l'estàndard ISO 3166-2 està format per 5 regions i 1 ciutat. La ciutat de Djibouti és la capital del país i posseeix un estatus igual a les regions.
Cada codi es compon de dues parts, separades per un guió. La primera part és DJ, el codi ISO 3166-1 alfa-2 per a Djibouti. La segona part són dues lletres.

## Codis actuals

Divisions administratives de Djibouti

Els noms de les subdivisions estan llistades segons l'ISO 3166-2 publicat per la "ISO 3166 Maintenance Agency" (ISO 3166/MA).
Els codis ISO 639-1 són utilitzats per representar els noms de les subdivisions en les llengües oficials següents:
- (fr): Francès
- (ar): Àrab

| Codi  | Nom de la subdivisió (fr) | Nom de la subdivisió (ar) | Tipus de subdivisió |
| ----- | ------------------------- | ------------------------- | ------------------- |
| DJ-AS | Ali Sabieh                | ‘Alī Sābih                | Regió               |
| DJ-AR | Arta                      | ‘Arta                     | Regió               |
| DJ-DI | Dikhil                    | Dikhīl                    | Regió               |
| DJ-OB | Obock                     | Ūbūk                      | Regió               |
| DJ-TA | Tadjourah                 | Tājūrah                   | Regió               |
| DJ-DJ | Djibouti                  | Jībūti                    | Ciutat              |